# Martin van der Starre
Martin van der Starre (Den Haag, 11 september 1970) is een Nederlands zanger en (stem)acteur.

## Muziek
Martin van der Starre begon met zingen op de middelbare school. Hij heeft in groot aantal bands gezongen, waaronder BuckShot, Trouble in the House en Yeti Allstars.
Van 2004 tot 2010 was hij leadzanger van de Haagse coverband jeWelste. Deze band scoorde met de single 'Pour un Flirt' een radiohit in de zomer van 2004 en stond in december 2006 met 'A Merry Xmas To All' in de top 3 van de Download Top 100. Ook had hij met Sunsetproject in 2005 een clubhit met het nummer 'Summer Lovin'. Sinds 2008 is Van der Starre ook (inval)zanger van Evers Slaat Door en zanger bij Top 2000 Live!.
Van der Starre toerde met verschillende bands en theatergezelschappen door Zuid-Afrika, Brazilië, Japan, Ibiza, Curaçao, Oman, Engeland, Hong Kong, Frankrijk en de Verenigde Staten. Hij deed in 1997 een aantal duet-concerten met Bobbie Eakes (Macy uit de serie The Bold and the Beautiful).
Hij maakte cd's met eigen composities met de bands Wild Goose (1994) en Glowball (1999-2001).
Hij gaf met de band Soul System een concert voor een publiek van 60.000 mensen en miljoenen televisiekijkers tijdens de 'Millennium Countdown' in Nagasaki, Japan. In Nederland is dit concert uitgezonden op Kink FM.
Martin is sinds 2014 leadzanger van de Toto Tributeband Zeno.

## Theater
Van der Starre trad in 2001-2002 veelvuldig op met de theater-versie van Alle Kinderen Zingen. In 2004 speelde hij de hoofdrol in de muzikale theatershow Get Your Kicks On Route 66
In het seizoen 2005-2006 speelde hij de (hoofd)rol van Judas in de Nederlandse versie van de rockmusical Jesus Christ Superstar en in 2007 speelde hij de rol van 'Hyena' in de anti-musical Shhh...it happens!.
In het seizoen 2007-2008 speelde hij de rol van 'De Weg' in de roadmusical Route 66, samen met onder andere Frank Lammers en Juda Goslinga.
Van januari tot en met mei 2009 was Van der Starre als solist te zien en te horen in de theatershow Rock Opera in Concert van het Orkest van de Koninklijke Luchtmacht. Verder werken onder andere Rolf Koster, Nurlaila Karim, Birgit Schuurman en Ellen ten Damme aan dit programma mee.
In december 2009 en januari 2010 speelde hij Oom Archibald in de familievoorstelling De Geheime Tuin in het M-Lab te Amsterdam met muziek van Paul de Munnik.
Vanaf september 2010 speelde hij de rol van Brit in We Will Rock You. Echter, tijdens de repetities scheurde hij zijn achillespees waardoor hij voor de première werd vervangen door Charly Luske. Vanaf augustus 2011 vertolkte hij dezelfde rol in de Vlaamse versie van We Will Rock You in Antwerpen.
Van 2012 t/m 2016 was Van der Starre leadzanger in de concerttour Woodstock The Story, welke hem langs vele theaters in Nederland en België voerde.
Vanaf 2015 was Van der Starre leadzanger in Symfo Classics, samen met Edward Reekers en Cindy Oudshoorn.

## Televisie
Van der Starre was in 2001 te zien in het ensemble bij Alle Kinderen Zingen, een muzikaal kinderprogramma van de NPS, gepresenteerd door Isabelle Brinkman. Het programma werd uitgezonden op Nederland 3 en op de Antillen.
Hij deed de backingvocalen bij Paul de Graaf tijdens het Nationaal Songfestival in Ahoy' Rotterdam in 2001.
In 2008/2009 was hij samen met Ingrid Simons en Marjolein Spijkers te zien en te horen in het RTL 4-programma Ik hou van Holland, gepresenteerd door Linda de Mol.
In 2010/2011 zong Martin de Nederlandstalige versie in van zanger Derek Jupiter in de Disney-serie I'm in the Band (seizoen 1 & 2).
Van der Starre is te horen als stemacteur in tv-series, films en games, als Frozen, Chuggington, Motorcity, Sidekick, Zeke & Luther, Peperbollen, Top Cat, The Adventures of Puss in Boots, The Flintsones, Teenage Mutant Ninja Turtles, Pan, Christmas Chronicles, Star Wars: The Clone Wars, Star Wars: The Bad Batch, Spider-Man: Across the Spider-Verse (als Ben Reilly / Scarlet Spider). Hij is ook de stem van Sharpfin in Skylanders Swap Force, Spitfire in Skylanders Superchargers, Mercenary D in Uncharted 4 en verschillende personages in Dead Rising 3. In Lego Marvel Super Heroes: Avengers Reassembled, Avengers Assemble, Ultimate Spider-Man, de Disney Infinity spellen en What If...? is Van der Starre de stemacteur van Hawkeye. Voor de Nederlandse versie van Lady and Tramp sprak Van der Starre de stem in van Vagebond. 
In 2015 speelde Martin van der Starre de rol van Loek Graven in Goede tijden, slechte tijden. Verder speelde hij gastrollen in Danni Lowinski (Frank Daniels) en Flikken Maastricht (Alex Gudde).
Vanaf begin 2021 is Van der Starre te zien als leadzanger van de Jan Rietman-band in de MAX Pubquiz.

## Overig
Van der Starre werd in 2006 genomineerd voor de John Kraaijkamp Musical Award in de categorie 'Beste Mannelijke Hoofdrol in een Grote Musical' voor zijn rol van Judas in Jesus Christ Superstar.
Van der Starre heeft radio-jingles ingezongen voor onder andere Radio 538, Veronica, 3FM, Tros Mega Top 50, Sky Radio en Q-Music. Hij heeft ook de leader (begintune) ingezongen van And The Winner Is... van SBS, het RTL 5-programma Can't Buy Me Love en de serie Man en paard (Talpa). Hij is als stemacteur te horen in commercials van onder andere Suzuki, Casema, Expert, Peugeot, Citroën, Van Lanschot, FNV en HP. In 2015 bracht hij de single "Het Juiste Moment" uit onder de naam Vanderstarre. Deze track is tevens te horen in de tv-campagne van BOVAG.
In juni 2008 heeft Van der Starre het nummer Una paloma blanca heel de zomer lang opgenomen, bedoeld als persiflage op het succesvolle nummer van All Summer Long van Kid Rock in een vertaling van Radio 538-dj Edwin Evers.
In november 2014 verscheen het album Cleopatra - The Crown of Isis van Kayak, waarop Van der Starre een duet zingt met Cindy Oudshoorn, getiteld "Larger Than Life".

## Discografie

### Singles
| Single met eventuele hitnotering(en) in de Nederlandse Top 40 | Datum van verschijnen | Datum van binnenkomst | Hoogste positie | Aantal weken | Opmerkingen |
| ------------------------------------------------------------- | --------------------- | --------------------- | --------------- | ------------ | ----------- |
| Una paloma blanca heel de zomer lang                          | 2008                  | 19-07-2008            | 17              | 7            | met KIDB    |